# Zuggraben Angelsburg
Der Zuggraben Angelsburg ist ein Schloot auf dem Gebiet der Stadt Wittmund im Landkreis Wittmund in Ostfriesland. Er entspringt östlich von Angelsburg am Leepenser Weg, der zu Updorf gehört, verläuft nordöstlich und mündet in den Zuggraben Hohebier. 